# Trofaiacher Becken
Der Begriff Trofaiacher Becken ist ein nördlich des Murtales gelegenes inneralpines Becken, und zwar eine am südöstlichen Rand der Eisenerzer Alpen gelegene Talsenke zwischen dem Liesingtal, dem Vordernbergertal und dem Murtal bei St. Michael in Obersteiermark.

## Lage und Landschaft

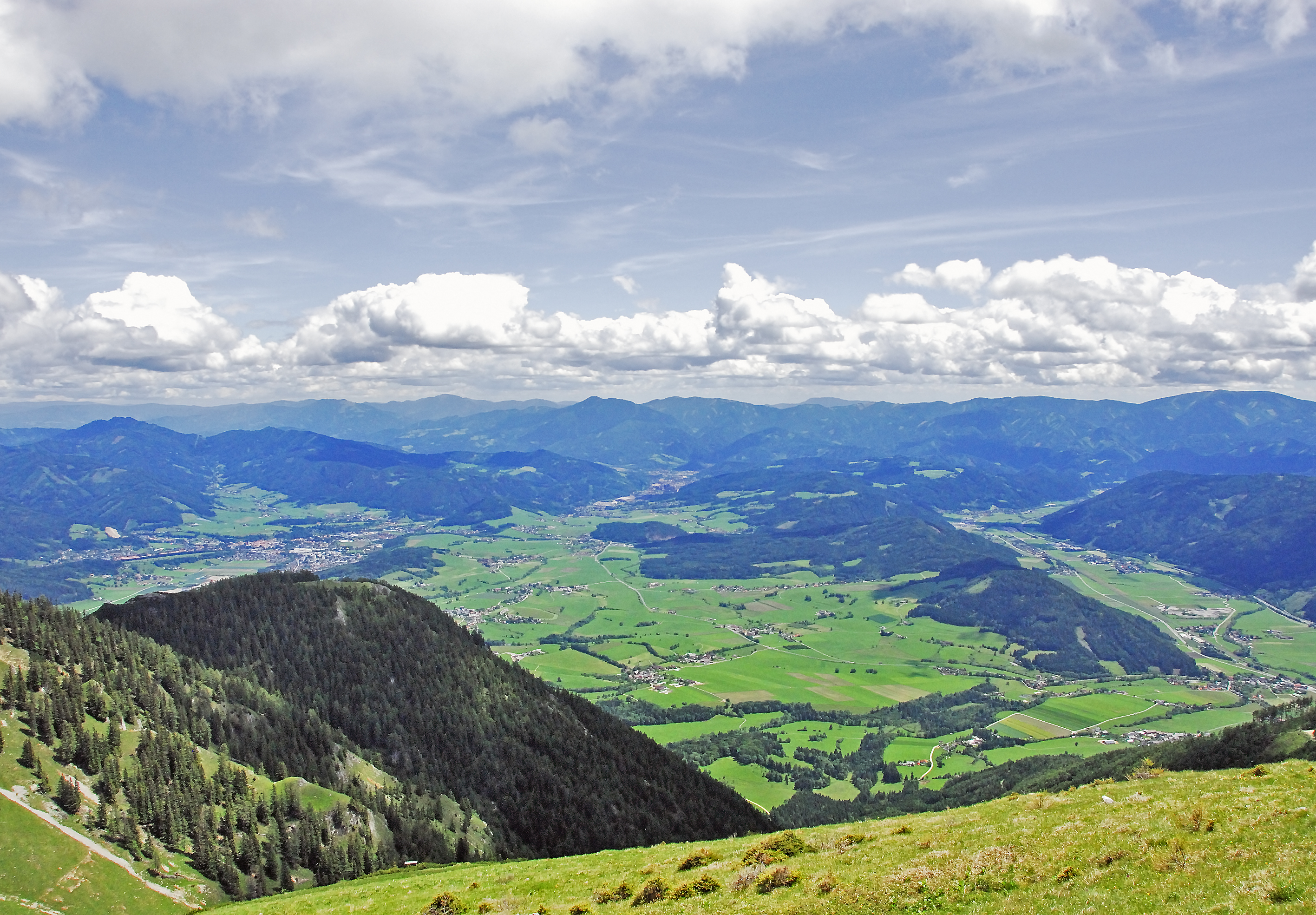
Trofaiacher Becken, Blick vom Reiting auf westlichen Teil, rechts das untere Liesingtal, Bildmitte: Schardorf, Töllach, Gai, Edling und weiter vorne Blick nach Leoben-Donawitz, links hinter dem Kehrwald: Trofaiach

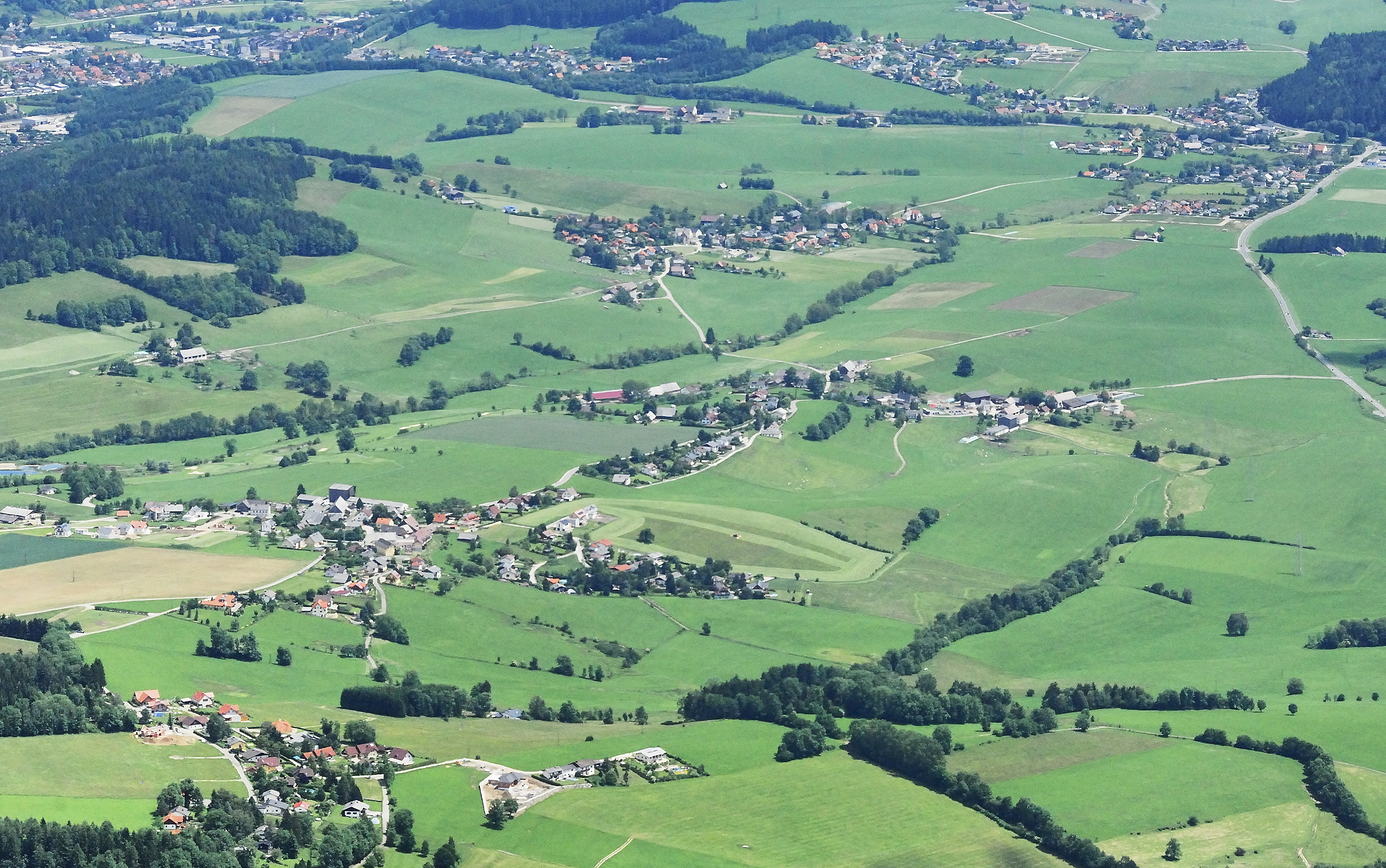
Trofaiacher Becken, Blick vom Reiting auf Schardorf, Töllach, Gausendorf und Edling

Die Entwässerung des Trofaiacher Beckens erfolgt durch die Durchbruchstäler des Vordernberger-, Ploder- und Veitscherbaches. Es stellt eine der größeren Beckenlandschaften in der amtlich verwendeten Landschaftsgliederung der Steiermark dar. In seinem Bereich leben zirka 11.000 Einwohner.
Im östlichen Teil des Beckens liegt das Ortszentrum von Trofaiach auf um die 650 m, von hier geht nordwärts das Vordernbergertal zum Präbichl, und südöstlich die Talfurche von Sankt Peter-Freienstein über Donawitz nach Bruck an der Mur. Die Talweitung nach Osten heißt Laintal.
In dem durch den Kehrwald getrennten westlichen Teil liegen Edling, Gai, Töllach, Gausendorf und Schardorf, die eher ländlichen Ortsteile von Trofaiach. Westwärts ist das Becken teilweise zum Liesingtal hin offen, hier rinnt der Ploderbach bei Seiz zur Liesing. Gegen Süden wird es durch den Veitscherwald (Reitererkogel 953 m ü. A.) und den Traidersberg (987 m ü. A.) begrenzt. Zwischen diesen beiden fließt der Veitscherbach bei Traboch zur Liesing. Damit bildet das Becken auch eine doppelte Talwasserscheide.

## Geologie
Das Becken liegt zum größten Teil in der Grauwackenzone.
Der Zusammenhang der einzelnen Teile der Niederen Tauern, der Eisenerzer Alpen und des Hochschwabs ist durch mehrere im Tertiär aufgefüllte Becken unterbrochen. Diese bilden das Murparalleltal (Norische Senke), das nördlich der Mur und der Mürz eine aus diesen Becken zusammengesetzte und mit ihr gleichlaufende Furche bildet. Darunter sind unter anderem die Becken von Tamsweg, Fohnsdorf, Seckau, Trofaiach und Aflenz nördlich der Mürztaler Alpen.

## Klima
Im weiteren Sinne kann man auch das Vordernbergertal mit Vordernberg bis knapp vor dem Präbichl, und Sankt Peter-Freienstein bis bei Donawitz miteinbeziehen, als solches bildet die Talung eine Klimazone im Sinne der klimatischen Einteilung der Steiermark.
Die Bedingungen dieser Klimazone sind jenen des Murtales zwischen Kraubath und Bruck sehr ähnlich. Töllach als kältester Punkt erreicht Durchschnittstemperaturen im Jänner von −4,5 °C, im Jahr 7 °C und zirka 140 Frosttage. Die Beeinflussung durch den Hochnebelkörper des Murtales ist recht stark. Die Inversionsverhältnisse sind durch die Beckenlage etwas verschärft. Besonders bei typischen Inversionswetter kann es zu relativ niedrigen Nachttemperaturen kommen. Als wichtigste Wetter-Charakteristika gelten die relative Schneearmut im Winter (70-80d/a) und die reduzierte Sonnenscheindauer infolge der Hochnebel (im Dezember 25 %).